# Urceolella
Urceolella is een geslacht van schimmels uit de orde  Helotiales. De typesoort is Urceolella crispula. De familie is nog niet eenduidig bepaald (incertae sedis). Het geslacht werd voor het eerst in 1885 beschreven door Jean-Louis Émile Boudier.

## Soorten
Volgens Index Fungorum telt het geslacht 44 soorten (peildatum januari 2022):
| Soortnaam                                        | Auteur(s)                                | Publicatiejaar |
| ------------------------------------------------ | ---------------------------------------- | -------------- |
| Urceolella aasii                                 | S. Olsen & J.H. Haines                   | 1993           |
| Urceolella amphipila                             | Huhtinen                                 | 1987           |
| Urceolella appressipila                          | Graddon                                  | 1986           |
| Urceolella arundinella                           | (Sacc. & Speg.) Boud.                    | 1907           |
| Urceolella arundinis                             | (Fr.) Boud.                              | 1907           |
| Urceolella brunneola                             | Hosoya                                   | 1997           |
| Urceolella cookei                                | (Pass.) Dennis                           | 1963           |
| Urceolella corticicola                           | (Dennis) Dennis                          | 1963           |
| Urceolella crispula (Tangentiaal piekhaarkelkje) | (P. Karst.) Boud.                        | 1907           |
| Urceolella curvipila                             | (P. Karst.) Raschle                      | 1977           |
| Urceolella dryadicola                            | Raitv. & Chleb.                          | 2003           |
| Urceolella elaphoides                            | (Sacc.) Boud.                            | 1907           |
| Urceolella equiseti                              | (Huhtinen) Huhtinen                      | 1987           |
| Urceolella galii                                 | (Mouton) Boud.                           | 1907           |
| Urceolella glacialis                             | (Raitv.) Raitv.                          | 1993           |
| Urceolella hirta                                 | (Velen.) Svrček, J.R. De Sloover & Baral | 2009           |
| Urceolella iridis                                | Rea                                      | 1920           |
| Urceolella juniperi                              | (Velen.) Huhtinen                        | 2001           |
| Urceolella lycopodii                             | (Le Bret. & Malbr.) Boud.                | 1907           |
| Urceolella nectrioidea                           | (Rehm) Boud.                             | 1907           |
| Urceolella nivea                                 | Raschle                                  | 1977           |
| Urceolella pallida                               | (Velen.) Huhtinen                        | 2001           |
| Urceolella pani                                  | (Velen.) Huhtinen                        | 1988           |
| Urceolella papillaris                            | (Bull.) Boud.                            | 1907           |
| Urceolella peleana                               | Huhtinen & Raitv.                        | 1997           |
| Urceolella piceae                                | (Pers.) Boud.                            | 1907           |
| Urceolella pinicola                              | Raitv. & R. Galán                        | 1993           |
| Urceolella pseudacori                            | (Feltgen) Boud.                          | 1907           |
| Urceolella pseudopezizoides                      | (Rehm) Boud.                             | 1907           |
| Urceolella pulverulenta                          | (Rehm) Boud.                             | 1907           |
| Urceolella punctiformis                          | Boud.                                    | 1907           |
| Urceolella radians                               | (Saut.) Boud.                            | 1907           |
| Urceolella rehmiana                              | (M. Rousseau & E. Bommer) Boud.          | 1907           |
| Urceolella rufula                                | (Sacc.) Boud.                            | 1907           |
| Urceolella salicicola                            | Raschle                                  | 1977           |
| Urceolella saxifragae                            | Svrček                                   | 1967           |
| Urceolella saxonica                              | (Rehm) Boud.                             | 1907           |
| Urceolella seminis                               | (Cooke & W. Phillips) Dennis             | 1963           |
| Urceolella stilbum                               | (Fuckel) Boud.                           | 1907           |
| Urceolella struthiopteridis                      | (Saut.) Boud.                            | 1907           |
| Urceolella tetraspora                            | (Rehm) E. Müll.                          | 1968           |
| Urceolella todeae                                | Raitv. & Schneller                       | 2007           |
| Urceolella triseptata                            | Raitv. & R. Galán                        | 1993           |
| Urceolella tuberculiformis                       | (Ellis & Everh.) Dennis                  | 1963           |